# VMware ThinApp
VMware ThinApp (ранее — Thinstall) — средство для виртуализации и создания переносимых приложений от компании VMware, предназначенное для переноса существующих программ на другие платформы без перекомпиляции и тестирования.

## История
Продукт Thinstall разработан компанией Jitit, которую 15 января 2008 года приобрела VMware. VMware при адаптации продукта на стадии бета-тестирования поглощённой компании изначально использовала кодовое имя Project North Star, при выпуске 10 июня 2008 года выбрано окончательное название продукта — ThinApp.
С середины декабря 2013 года ThinApp стало недоступно как отдельный продукт, с 4 марта 2013 ThinApp входит в состав решений Horizon Workspace, Horizon Mirage, Horizon View, Horizon Suite.

## Технология
VMware ThinApp — решение для виртуализации приложений. ThinApp способна выполнять любое приложение без установки в традиционном понимании с помощью виртуализации (эмуляции) ресурсов (переменных среды, файлов и реестра Windows). Все ресурсы сохраняются в локальном каталоге программы, когда приложение запрашивает какой-либо ресурс, слой виртуализации ThinApp перехватывает запрос и возвращает запрашиваемое значение из файла локального каталога, и "обманутое" приложение считает себя полностью установленным. ThinApp не требует установки ни программ, ни драйверов, что позволяет запускать виртуализированные приложения с USB-накопителей или сетевых устройств без прав администратора. ThinApp преобразует обычные установочные файлы (например, файлы *.msi) в автономные исполняемые файлы, содержащие всё необходимое для запуска приложения. ThinApp также может создать переносимое приложение на основе данных о изменениях в системных файлах и реестре, но для этого требуется просканировать систему до и после установки приложения. В отличие от самораспаковывающихся архивов, ThinApp не извлекает файлы. ThinApp поддерживает сборки Windows начиная от Windows NT 4.0.

## Издания
Базовая редакция ThinApp — Starter Edition, распространяется бесплатно в пакете с VMware Workstation. Расширенная редакция Enterprise Edition отличается поддержкой функции AppSync updating, интеграцией с Active Directory и поддержкой работы нескольких пользователей (для ThinApp Packager и ThinApp Client).

## Совместимость приложений
Многие приложения для Windows можно сделать переносимыми с помощью VMware ThinApp со следующими исключениями:
- не поддерживаются приложения, требующие установки драйверов устройств. Приложение будет работать, если требуемые драйверы предустановлены в системе[10];
- не поддерживаются приложения с аппаратной защитой от копирования. ThinApp эмулирует только некоторые свойства оборудования (например, серийные номера устройств; эмуляция ethernet, MAC-адресов, CPUID и других свойств не поддерживается).

## Сферы применения
- Запуск программ, требующих прав администратора, от лица любого пользователя
- Перенос программ из одной операционной системы в другую без переустановки
- Одновременная работа с разными версиями одной программы без конфликтов (например, тестирование сайта в браузерах Internet Explorer разных версий)